# Zrinjevac (Mostar)

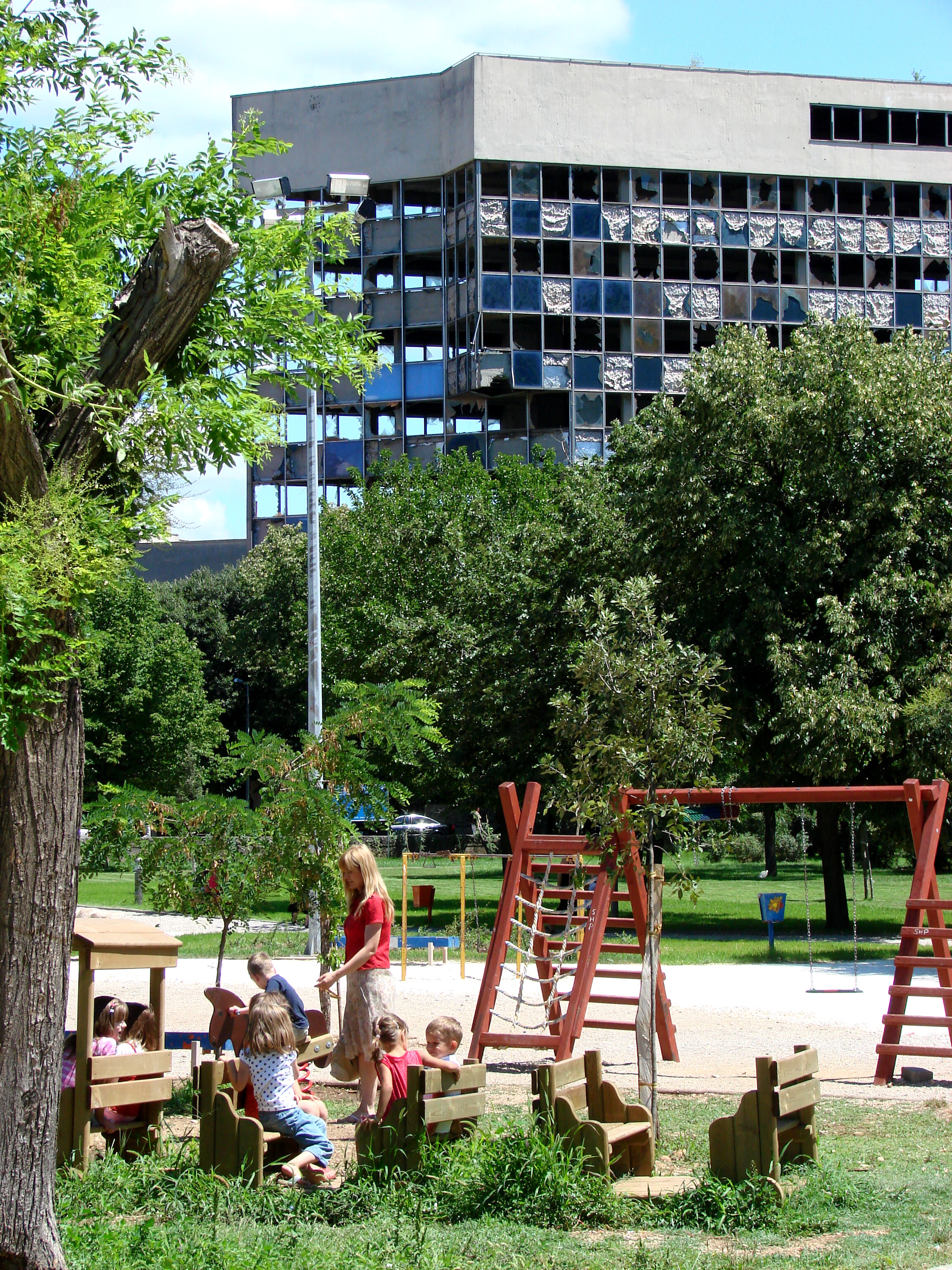
Hřiště v parku v roce 2007.

Zrinjevac je městský park ve městě Mostar v Bosně a Hercegovině. Pojmenován je podle rozdu Zrinských. Nachází se mezi náměstím Chorvatských velikánů (Rondo), Španělského náměstí, ulice krále Tvrtka a Ulice Nikoly Šubiće Zrinského. Má rozlohu okolo tří hektarů.
Park byl zřízen v roce 1953, navrhl jej architekt parků Smiljan Klaić. V roce 1972 zde bylo napočítáno 314 stromů a 31 druhů dřevin. V roce 2007 byl park revitalizován a obnoven. V současné době patří k oblíbeným místům obyvatel Mostaru pro výlety a odpočinek. Od roku 2016 je jedním z jeho symbolů dekorativní dvoumetrová kraslice. V parku se konají také různé společenské a kulturní akce, např. koncerty.